# Baiano (chanteur)
Pour les articles homonymes, voir Baiano (homonymie).
Baiano, nom artistique de Manuel Pedro dos Santos (Santo Amaro da Purificação, 1870 - Rio de Janeiro, 1944), est un chanteur brésilien.
Considéré comme le premier chanteur professionnel du pays, il est reconnu pour son esprit pionnier parmi les enregistrements phonographiques de Casa Edison, l'une des premières maisons de disques du Brésil cise à Rio de Janeiro, où il a passé toute sa vie.
Parmi les genres les plus abondants dans sa discographie figuraient les modinhas et les lundus, dont celui de Xisto Bahia, Isto É Bom, le premier disque pour gramophone enregistré au Brésil. Cependant, il est surtout reconnu pour avoir enregistré, le 20 janvier 1907 la samba Pelo telephone, de Donga et Mauro de Almeida, considéré comme le premier enregistrement phonographique d'une samba.

## Carrière
Baiano fait partie du premier groupe de chanteurs professionnels de la Casa Edison, maison de disque pionnière de l'enregistrement de disques phonographiques au Brésil, aux côtés de Cadete (pt), Mário Pinheiro (pt) et Eduardo das Neves (pt) : il est le plus cité dans le premier catalogue commercial de la maison de disques (1903) avec 73 enregistrements et est considéré le premier chanteur professionnel du Brésil. Il est la vedette du tout premier disque pour gramophone publié au Brésil en 1902 et intitulé Isto É Bom, un lundu composé par Xisto Bahia. Durant l'enregistrement, il a improvisé des vers faisant référence au compositeur, avec une grande nostalgie. La même année, il se fait remarquer avec l'enregistrement de la chanson O arame, d'Ernesto de Souza, et As Laranjas da Sabina, d'Artur Azevedo. Peu après, il enregistre la chanson Namorados da Lua, de la cheffe d'orchestre Chiquinha Gonzaga.
Il se produit au théâtre Passeio Público et au cirque Spinelli, et apparaît dans des courts métrages tels que O cometa et A seresta caipora en 1910, puis José do fandango quer cantar et Serrana en 1911.
En 1913, il enregistre avec Cadete le dialogue O que é política (« Qu'est-ce que la politique »), d'un auteur inconnu. La même année, il enregistre la chanson Palma de martírios d'Anacleto de Medeiros (pt) et Catulo da Paixão Cearense. L'année suivante, il se fait remarquer en enregistrant la maxixe São Paulo futuro, de Marcelo Tupinambá (pt) et Danton Vampré et le sertanejo A partida do tropeiro, de Catulo da Paixão Cearense et Chiquinha Gonzaga. L'année suivante, il obtient le succès la marche Ai, Filomena, de J. Carvalho Bulhões.
En 1916, son nom est définitivement lié à un autre moment historique de la discographie brésilienne. Il est l'interprète de Pelo Telefone, de Donga et Mauro de Almeida, considérée comme la première samba enregistrée, le 20 janvier 1907, est grand succès du Carnaval de Rio de l'année suivante,,. La même année, il enregistre avec Vicente Celestino le sertanejo Urubu subiu, d'un auteur inconnu.
En 1918, il enregistre la samba de carnaval Quem são eles, de Sinhô, dans laquelle le compositeur entame une polémique musicale avec Pixinguinha et ses frères. En réponse à cette chanson, Pixinguinha et China composent Já te digo, également interprété par Baiano l'année suivante. En 1922, il enregistre avec l'orchestre Augusto Lima la marche de carnaval Ai Seu Mé, de Freire Júnior et Careca, qui fait la satire du candidat à la présidence de l'époque, Artur Bernardes. Le disque est interdit et même récupéré par la police, tout en étant un grand succès lors du Carnaval La même année, il sort le tango fado Luar de Paquetá, qui connaît un grand succès et devient même le nom d'une revue théâtrale. En 1923, il enregistre la marche Goiabada d'Eduardo Souto (pt), qui connaît un grand succès cette année-là, et Tatu subiu no pau, une samba dans le style de São Paulo du même auteur. À la même époque, il enregistre la marche pé de anjo, de Sinhô. 
Baiano connaît d'innombrables modinhas, avec lesquelles il obtient de nombreux succès, ainsi que des lundus, accompagnant toutes ses chansons à la guitare. Entre 1902 et 1926, lui — qui a la peau claire — et Eduardo das Neves (pt) — qui a la peau noire — sont les artistes qui ont le plus de succès, à une époque marquée par les premiers enregistrements en système acoustique et organisée autour des théâtres de répertoire et de variétés, des soirées de la haute société. Baiano est reconnu pour sa « belle voix et au répertoire composite » et parce qu'il se produit beaucoup dans les théâtres. Il enregistre 461 faces de 78 tours, dont 35 sambas, 40 modinhas et 37 lundus.
Marié à Almerinda Pedro dos Santos, il lui dédie la valse Dores íntimas après sa mort en 1937. A la fin de sa carrière, il enregistre Quem Eu Sou, une chanson lugubre et autobiographique qui se termine sur ces mots : « Je chante depuis tant d'années et je n'ai jamais rien trouvé. Finalement, j'ai trouvé un petit travail dans cette maison sur laquelle je vis, Dieu merci. »
Baiano meurt à Rio de Janeiro, 15 juillet 1944, à l'âge de 73 ans.

## Postérité
En 1977, Odeon a publié le LP Baiano de la série Monumentos da Música Brasileira (Monuments de la musique brésilienne) avec des enregistrements réalisés entre 1902 et 1904 sur Zon-O-Phone, et entre 1904 et 1918 sur Odeon.